# 872
| 872                |
| ------------------ |
| Dødsfald - Fødsler |
| • Begivenheder     |

| Gregoriansk kalender | 872 DCCCLXXII           |
| Ab urbe condita      | 1625                    |
| Armensk kalender     | 321 ԹՎ ՅԻԱ              |
| Kinesiske kalender   | 3568 – 3569 辛卯 – 壬辰 |
| Etiopisk kalender    | 864 – 865               |
| Jødisk kalender      | 4632 – 4633             |
| Hindukalendere       |                         |
| - Vikram Samvat      | 927 – 928               |
| - Shaka Samvat       | 794 – 795               |
| - Kali Yuga          | 3973 – 3974             |
| Iransk kalender      | 250 – 251               |
| Islamisk kalender    | 258 – 259               |

Se også 872 (tal)

## Begivenheder
- Traditionel datering for Slaget i Hafrsfjord i Norge, det afgørende slag, der afsluttede Harald Hårfagers rigssamling.